# Pavel Hojda
Pavel Hojda (* 2. listopadu 1952 Duchcov) je český politik, v letech 1998 až 2013 poslanec Poslanecké sněmovny PČR, v letech 2016 až 2020 zastupitel Karlovarského kraje, v letech 1990 až 2022 zastupitel města Cheb, člen KSČM.

## Vzdělání, profese
Vyučil se automechanikem, poté absolvoval střední školu pro pracující. Po studiu na Vysoké škole strojní a elektrotechnické v Plzni nastoupil do ČSAD v Chebu. V období 1990–1993 se živil jako automechanik a autoelektrikář u soukromé firmy v Německu. V letech 1995–1999 vedl firmu TEREA Cheb, s.r.o.

## Politická kariéra
Od roku 1972 byl členem KSČ, v současnosti členem KSČM.
V roce 1980 vstoupil do komunální politiky, do roku 2022 působil v zastupitelstvu města Cheb. Do tamního zastupitelstva byl zvolen v komunálních volbách roku 1994, komunálních volbách roku 1998, komunálních volbách roku 2002, komunálních volbách roku 2006, komunálních volbách roku 2010, komunálních volbách roku 2014 a komunálních volbách roku 2018
Ve volbách v roce 1998 byl zvolen do poslanecké sněmovny za KSČM (volební obvod Západočeský kraj). Mandát obhájil ve volbách v roce 2002, volbách v roce 2006 a volbách v roce 2010. Byl setrvale členem sněmovního hospodářského výboru (od roku 2006 jeho místopředseda). V období let 2006–2010 zasedal rovněž ve volebním výboru sněmovny.
Ve stínové vládě KSČM vedl resort dopravy, průmyslu a obchodu.
Ve volbách do Poslanecké sněmovny PČR v roce 2013 kandidoval v Karlovarském kraji jako lídr KSČM, nebyl ale zvolen, za Karlovarský kraj byl zvolen pouze Jaroslav Borka, na kandidátce druhý. Borka měl podle údajné předvolební dohody místo ve sněmovně Hojdovi přepustit, což ale neudělal.
Ve volbách do Senátu PČR v roce 2014 kandidoval za KSČM v obvodu č. 3 – Cheb. Se ziskem 14,16 % hlasů skončil na 3. místě a nepostoupil tak ani do kola druhého.
V krajských volbách v roce 2016 byl za KSČM zvolen zastupitelem Karlovarského kraje. Ve volbách v roce 2020 post obhajoval, ale tentokrát neuspěl, jelikož jeho strana nezískala ani 5 % hlasů.
Ve volbách do Poslanecké sněmovny PČR v roce 2021 byl lídrem KSČM v Karlovarském kraji, ale stejně jako celá strana neuspěl. 
V komunálních volbách v roce 2022 vedl ve volbách do chebského zastupitelstva kandidátní listinu KSČM, ale strana nepřekonala uzavírací klauzuli. 